# Бунт в долине Бакленд
Бунт в Бакленде — мятеж против рабочих из Китая, который произошёл 4 июля 1857 года на золотых приисках долины Бакленд в штате Виктория (Австралия) недалеко от современного Порепанка. На тот момент в районе Бакленда проживало около 2000 китайских и 700 европейских мигрантов.

## Бунт
Во время викторианской золотой лихорадки антикитайские выступления были широко распространены. 4 июля 1857 года около 100 европейских рабочих напали на китайские поселения. Зачинщики бунта предварительно устроили собрание в отеле Баклэнд, а сразу после принятия решения об изгнании китайцев из долины мятежники отправились в китайские поселения. В современных газетных сообщениях утверждается, что бунт был «во главе с американцами, воспаленными ликером».
Во время беспорядков китайские шахтёры были избиты и ограблены, а затем изгнаны и переправленны через реку Бакленд. Целые лагеря умирали от полученных травм, а недавно построенный китайский храм был разрушен.
Полиция арестовала тринадцать обвиняемых в беспорядках европейцев, однако присяжные оправдали всех обвиняемых. Вердикты присяжных были позже раскритикованы в прессе.
Одним из полицейских, участвовавших в арестах, был Роберт О’Хара Берк, известный по печальной экспедиции Берка и Уиллса.

## Последствия
Китайские шахтёры были приглашены вернуться в долину Бакленд, однако вернулось только пятьдесят человек.
Восстание Бакленда было сравнено с восстанием в Эврика-Стокаде по своим масштабам, но не запомнилось таковым.
Памятник, посвященный событиям в Бакленде, был открыт в июле 2007 года в честь 150-летия беспорядков.